# Neoromicia anchietae
Neoromicia anchietae (Seabra, 1900) è un pipistrello della famiglia dei Vespertilionidi diffuso nell'Africa centro-meridionale.

## Descrizione

### Dimensioni
Pipistrello di piccole dimensioni, con la lunghezza totale tra 73 e 87 mm, la lunghezza dell'avambraccio tra 29 e 34 mm, la lunghezza della coda tra 32 e 39 mm, la lunghezza del piede tra 5 e 6 mm, la lunghezza delle orecchie tra 10 e 13 mm e un peso fino a 5,6 g.

### Aspetto
La pelliccia è corta, soffice e densa. Le parti dorsali sono bruno-giallastre, bruno-rossastre, marroni o marroni scure, con la base dei peli bruno-nerastra, mentre le parti ventrali variano dal marrone chiaro al crema o biancastro, più chiare nella regione pelvica. Il muso è marrone scuro. Sono state osservate in alcuni maschi delle ghiandole intorno alla bocca. Le orecchie sono triangolari, marroni e arrotondate. Il trago è lungo circa la metà del padiglione auricolare, ha la punta arrotondata e il margine posteriore leggermente convesso e con un lobo alla base. Le membrane alari sono marroni scure o bruno-nerastre, talvolta con il bordo posteriore marcato di bianco. La punta della lunga coda si estende leggermente oltre l'ampio uropatagio, il quale è leggermente più chiaro delle ali. Il cariotipo è 2n=26 FNa=32.

## Biologia

### Comportamento
Si rifugia probabilmente nelle cavità degli alberi.

### Alimentazione
Si nutre di insetti.

### Riproduzione
Danno alla luce fino a due piccoli alla volta.

## Distribuzione e habitat
Questa specie è diffusa nell'Angola centrale e sud-orientale, Botswana, Repubblica Democratica del Congo sud-orientale e nello Zambia.
Vive nelle foreste ripariali, foreste costiere e boscaglie spesso vicino specchi d'acqua.

## Tassonomia
La popolazione del Madagascar centro-occidentale è stata recentemente riconosciuta come nuova specie, N.bemainty
Le popolazioni dello Zimbabwe, Mozambico, Botswana, Swaziland e del Sudafrica orientale sono state recentemente identificate come una nuova specie, Neoromicia hlandzeni.

## Conservazione
La IUCN Red List, considerato il vasto areale, la popolazione presumibilmente numerosa e la presenza in diverse aree protette, classifica N. anchietae come specie a rischio minimo (Least Concern).